# Paraphoides largifica
Paraphoides largifica är en fjärilsart som beskrevs av Frederick H. Rindge 1964. Paraphoides largifica ingår i släktet Paraphoides och familjen mätare. Inga underarter finns listade i Catalogue of Life.